# Ladiville
Ladiville est une commune du sud-ouest de la France, située dans le département de la Charente (région Nouvelle-Aquitaine).
Ses habitants sont les Ladivillois et les Ladivilloises.

## Géographie

### Localisation et accès
Ladiville est une commune située à 8 km au nord-est de Barbezieux, le chef-lieu de son canton, et à 23 km au sud-ouest d'Angoulême, dans la vallée du Né.
Le bourg de Ladiville est aussi à 9 km de Châteauneuf-sur-Charente et de Blanzac, et  à 29 km au sud-est de Cognac.
Le N 10 entre Angoulême et Bordeaux passe sur son territoire, au nord. La commune est desservie par de petites routes départementales. La D 129 passe près du bourg en longeant la rive droite du Né.
La gare la plus proche est celle de Châteauneuf, desservie par des TER à destination d'Angoulême, Cognac, Saintes et Royan.

### Hameaux et lieux-dits
Le bourg de Ladiville est plus petit que certains hameaux de la commune, comme le Cerclet de l'autre côté de la N 10, chez Mesnard, chez Chadenne et le Clos au sud de la commune. Comme de nombreuses communes du département et plus précisément de cette région viticole, l'habitat est dispersé et on trouve de nombreuses fermes.

### Communes limitrophes
|           | Bellevigne   |                |
| Vignolles | Ladiville    | Val des Vignes |
|           | Saint-Bonnet |                |

### Géologie et relief
La commune est occupée par le Campanien (Crétacé supérieur), calcaire crayeux, qui occupe une grande partie du Sud Charente et a donné son nom à la Champagne charentaise. La vallée du Né est occupée par des alluvions récentes du Quaternaire,,.
La commune de Ladiville occupe la vallée du Né, et offre un relief assez vallonné sur ses bords. Son point culminant est à une altitude de 123 m, situé à la limite orientale près de chez Gaschet. Le point le plus bas est à 47 m, situé le long du Né en limite occidentale. Le bourg, construit sur une légère terrasse sur la rive droite du Né, est à 52 m d'altitude.

### Hydrographie

#### Réseau hydrographique

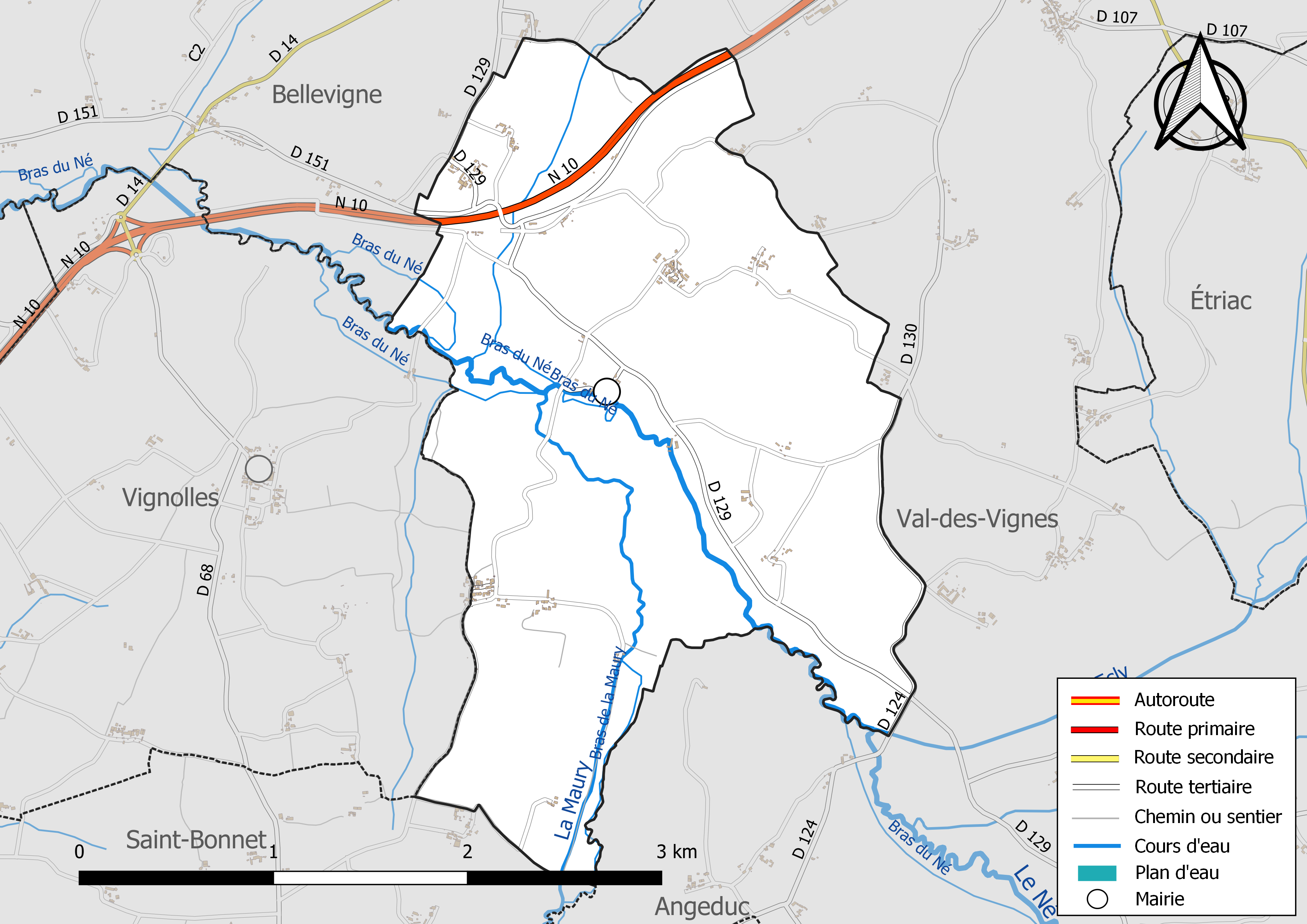
Réseaux hydrographique et routier de Ladiville.

La commune est située dans le bassin versant de la Charente au sein  du Bassin Adour-Garonne. Elle est drainée par le Né, la Maury, l'Ecly, et par deux petits cours d'eau, qui constituent un réseau hydrographique de 12 km de longueur totale,.
La commune est traversée par le Né, affluent de la Charente, ainsi que par la Maury, affluent en rive gauche qui le rejoint un peu en amont du bourg. Le Né se divise en plusieurs bras formant des îles comme la Grande Prairie.
À l'ouest de la commune, un petit ruisseau descendant du Moulin Décoyeux se jette dans le Né sur sa rive droite. On trouve aussi quelques fontaines comme celle des Sourdis ou la Font Parois situées en limite nord-est.
L'Écly se jette dans le Né en limite sud de la commune, avec Péreuil.

#### Gestion des eaux
Le territoire communal est couvert par le schéma d'aménagement et de gestion des eaux (SAGE) « Charente ». Ce document de planification, dont le territoire correspond au bassin de la Charente, d'une superficie de 9 300 km2, a été approuvé le 19 novembre 2019. La structure porteuse de l'élaboration et de la mise en œuvre est l'établissement public territorial de bassin Charente. Il définit sur son territoire les objectifs généraux d’utilisation, de mise en valeur et de protection quantitative et qualitative des ressources en eau superficielle et souterraine, en respect des objectifs de qualité définis dans le troisième SDAGE  du Bassin Adour-Garonne qui couvre la période 2022-2027, approuvé le 10 mars 2022.

### Climat
Comme dans les trois quarts sud et ouest du département, le climat est océanique aquitain.

## Urbanisme

### Typologie
Au 1er janvier 2024, Ladiville est catégorisée commune rurale à habitat très dispersé, selon la nouvelle grille communale de densité à 7 niveaux définie par l'Insee en 2022.
Elle est située hors unité urbaine. Par ailleurs la commune fait partie de l'aire d'attraction de Barbezieux-Saint-Hilaire, dont elle est une commune de la couronne,. Cette aire, qui regroupe 25 communes, est catégorisée dans les aires de moins de 50 000 habitants,.

### Occupation des sols
L'occupation des sols de la commune, telle qu'elle ressort de la base de données européenne d’occupation biophysique des sols Corine Land Cover (CLC), est marquée par l'importance des territoires agricoles (100 % en 2018), une proportion identique à celle de 1990 (100 %). La répartition détaillée en 2018 est la suivante : 
zones agricoles hétérogènes (39,6 %), terres arables (32,9 %), cultures permanentes (20,5 %), prairies (7 %). L'évolution de l’occupation des sols de la commune et de ses infrastructures peut être observée sur les différentes représentations cartographiques du territoire : la carte de Cassini (XVIIIe siècle), la carte d'état-major (1820-1866) et les cartes ou photos aériennes de l'IGN pour la période actuelle (1950 à aujourd'hui).

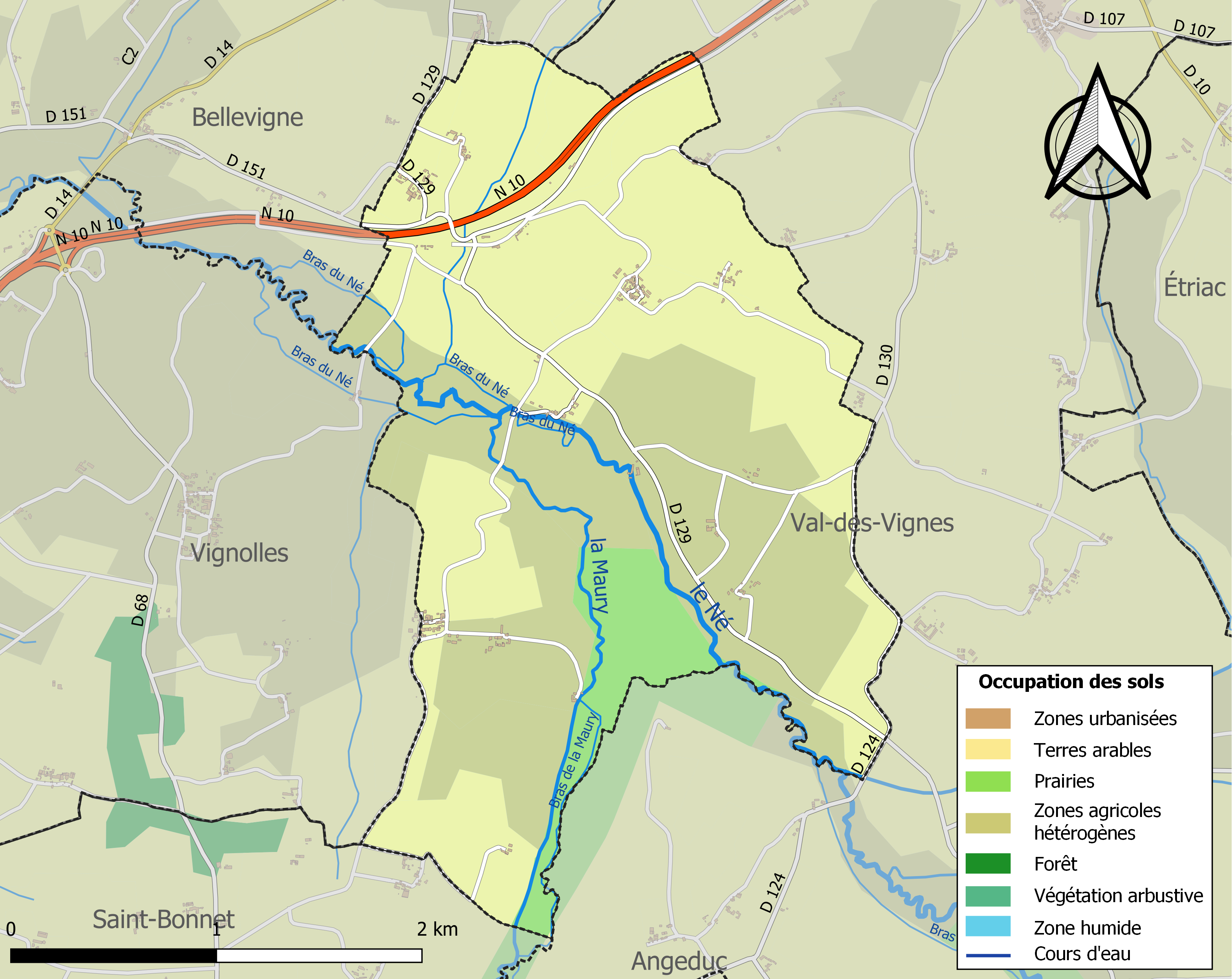
Carte des infrastructures et de l'occupation des sols de la commune en 2018 (CLC).

### Risques majeurs
Le territoire de la commune de Ladiville est vulnérable à différents aléas naturels : météorologiques (tempête, orage, neige, grand froid, canicule ou sécheresse) et séisme (sismicité faible). Il est également exposé à un risque technologique,  le transport de matières dangereuses. Un site publié par le BRGM permet d'évaluer simplement et rapidement les risques d'un bien localisé soit par son adresse soit par le numéro de sa parcelle.

#### Risques naturels

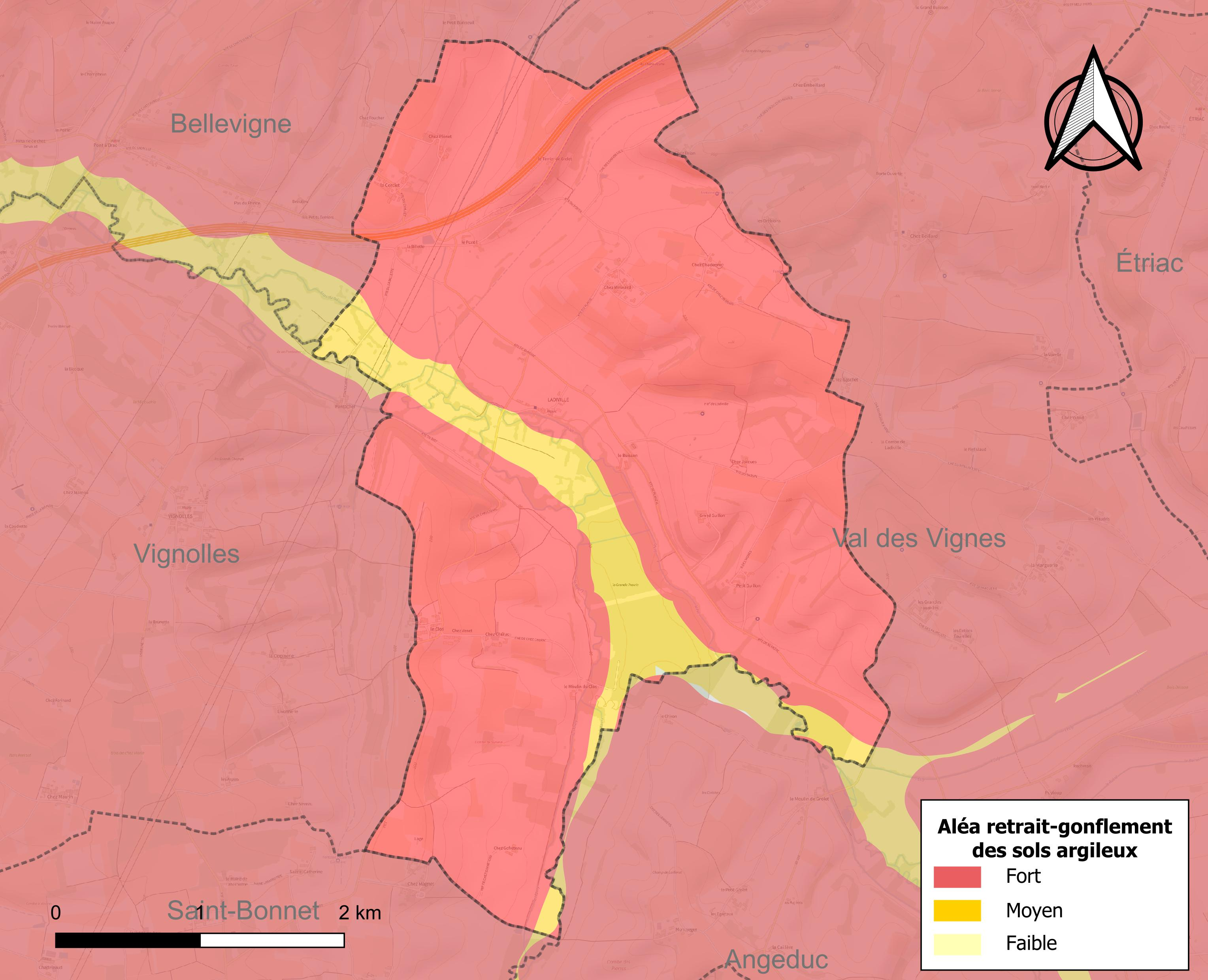
Carte des zones d'aléa retrait-gonflement des sols argileux de Ladiville.

Le retrait-gonflement des sols argileux est susceptible d'engendrer des dommages importants aux bâtiments en cas d’alternance de périodes de sécheresse et de pluie. La totalité de la commune est en aléa moyen ou fort (67,4 % au niveau départemental et 48,5 % au niveau national). Sur les 62 bâtiments dénombrés sur la commune en 2019,  62 sont en aléa moyen ou fort, soit 100 %, à comparer aux 81 % au niveau départemental et 54 % au niveau national. Une cartographie de l'exposition du territoire national au retrait gonflement des sols argileux est disponible sur le site du BRGM,.
Par ailleurs, afin de mieux appréhender le risque d’affaissement de terrain, l'inventaire national des cavités souterraines permet de localiser celles situées sur la commune.
La commune a été reconnue en état de catastrophe naturelle au titre des dommages causés par les inondations et coulées de boue survenues en 1982, 1986 et 1999. Concernant les mouvements de terrains, la commune a été reconnue en état de catastrophe naturelle au titre des dommages causés par des mouvements de terrain en 1999.

#### Risques technologiques
Le risque de transport de matières dangereuses sur la commune est lié à sa traversée par une ou des infrastructures routières ou ferroviaires importantes ou la présence d'une canalisation de transport d'hydrocarbures. Un accident se produisant sur de telles infrastructures est susceptible d’avoir des effets graves sur les biens, les personnes ou l'environnement, selon la nature du matériau transporté. Des dispositions d’urbanisme peuvent être préconisées en conséquence.

## Toponymie
Les formes anciennes sont Lesdevilla en 1110, Ledevilla en 1122, Deivilla en 1319, Ladesvila, Laudivilla.
L'origine du nom de Ladiville remonterait à un nom de personne germanique Laida (ou Lista) auquel est apposé le suffixe -villa, ce qui correspondrait à « domaine de Laida »,.
Les noms en -ville en Charente, fréquents entre Barbezieux et Châteauneuf, seraient issus des implantations franques après le VIe siècle en Aquitaine, comme au sud-est de Toulouse.

## Histoire
Deux anciennes villas romaines ont révélé quelques vestiges (tegulae, enduits muraux, plaques de marbre) : au sud-ouest de l'école du village entre la D 129 et le Né, et au sud-ouest de Petit Guillon au bord du Né.
L'église paroissiale Saint-Martin est une possession du chapitre cathédral d'Angoulême dès 1110.
Le prieuré Saint-Genis du Cerclet, disparu, était un couvent de Bénédictines qui dépendait de l'abbaye de Ligueux (Dordogne) et a été transféré après 1300 près de l'église de Nonaville.
Avant le XXe siècle, le Né actionnait trois moulins : au bourg, au Buisson et au Clos.

## Administration
| Période                                  | Période  | Identité      | Étiquette | Qualité     |
| ---------------------------------------- | -------- | ------------- | --------- | ----------- |
| avant 1988                               | ?        | Lucien Bertin |           |             |
| depuis 2001                              | En cours | Jack Cholet   | DVD       | Viticulteur |
| Les données manquantes sont à compléter. |          |               |           |             |

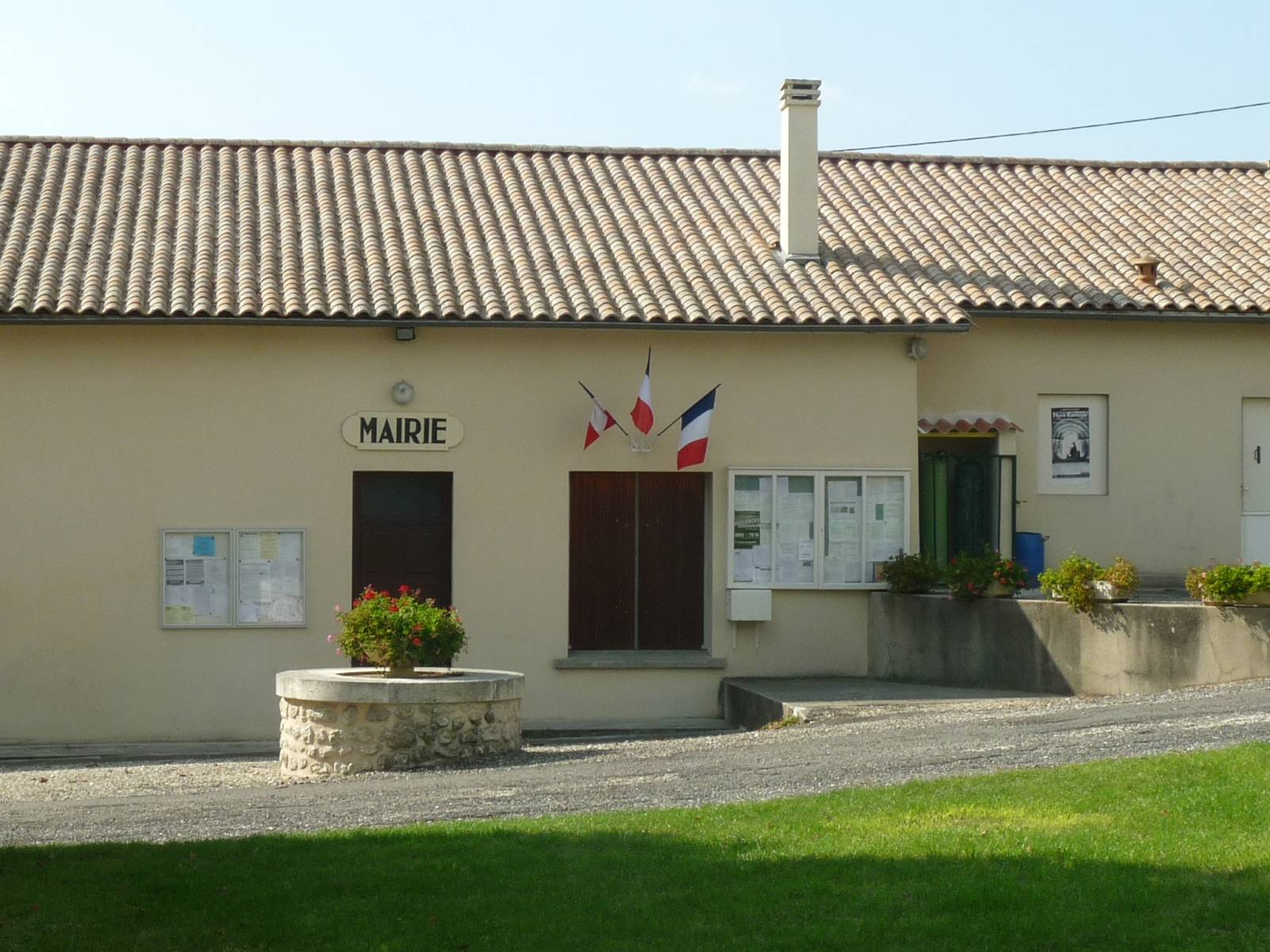
Mairie de Ladiville.

Jacques Chabot, premier adjoint, a été élu président de la Communauté de communes des 3B - Sud-Charente, en avril 2008.

## Démographie

### Évolution démographique
L'évolution du nombre d'habitants est connue à travers les recensements de la population effectués dans la commune depuis 1793. Pour les communes de moins de 10 000 habitants, une enquête de recensement portant sur toute la population est réalisée tous les cinq ans, les populations de référence des années intermédiaires étant quant à elles estimées par interpolation ou extrapolation. Pour la commune, le premier recensement exhaustif entrant dans le cadre du nouveau dispositif a été réalisé en 2007.

En 2022, la commune comptait 129 habitants, en évolution de +11,21 % par rapport à 2016 (Charente : −0,48 %, France hors Mayotte : +2,11 %).
| 1793 | 1800 | 1806 | 1821 | 1831 | 1841 | 1846 | 1851 | 1856 |
| ---- | ---- | ---- | ---- | ---- | ---- | ---- | ---- | ---- |
| 427  | 305  | 375  | 444  | 383  | 425  | 420  | 390  | 381  |

| 1861 | 1866 | 1872 | 1876 | 1881 | 1886 | 1891 | 1896 | 1901 |
| ---- | ---- | ---- | ---- | ---- | ---- | ---- | ---- | ---- |
| 390  | 341  | 330  | 318  | 304  | 261  | 222  | 221  | 221  |

| 1906 | 1911 | 1921 | 1926 | 1931 | 1936 | 1946 | 1954 | 1962 |
| ---- | ---- | ---- | ---- | ---- | ---- | ---- | ---- | ---- |
| 219  | 212  | 202  | 186  | 182  | 195  | 151  | 176  | 200  |

| 1968 | 1975 | 1982 | 1990 | 1999 | 2006 | 2007 | 2012 | 2017 |
| ---- | ---- | ---- | ---- | ---- | ---- | ---- | ---- | ---- |
| 178  | 155  | 136  | 128  | 139  | 129  | 128  | 114  | 120  |

| 2022 | - | - | - | - | - | - | - | - |
| ---- | - | - | - | - | - | - | - | - |
| 129  | - | - | - | - | - | - | - | - |

### Pyramide des âges
En 2018, le taux de personnes d'un âge inférieur à 30 ans s'élève à 27,5 %, soit en dessous de la moyenne départementale (30,2 %). À l'inverse, le taux de personnes d'âge supérieur à 60 ans est de 27,5 % la même année, alors qu'il est de 32,3 % au niveau départemental.
En 2018, la commune comptait 56 hommes pour 65 femmes, soit un taux de 53,72 % de femmes, largement supérieur au taux départemental (51,59 %).
Les pyramides des âges de la commune et du département s'établissent comme suit.
| Hommes | Classe d’âge | Femmes |
| ------ | ------------ | ------ |
| 1,8    | 90 ou +      | 0,0    |
| 14,3   | 75-89 ans    | 12,5   |
| 8,9    | 60-74 ans    | 17,2   |
| 28,6   | 45-59 ans    | 25,0   |
| 19,6   | 30-44 ans    | 17,2   |
| 12,5   | 15-29 ans    | 10,9   |
| 14,3   | 0-14 ans     | 17,2   |

| Hommes | Classe d’âge | Femmes |
| ------ | ------------ | ------ |
| 1      | 90 ou +      | 2,7    |
| 9,2    | 75-89 ans    | 12     |
| 20,6   | 60-74 ans    | 21,3   |
| 20,7   | 45-59 ans    | 20,3   |
| 16,8   | 30-44 ans    | 16     |
| 15,6   | 15-29 ans    | 13,4   |
| 16,1   | 0-14 ans     | 14,3   |

## Économie

### Agriculture
La viticulture est une activité importante de Ladiville, qui est située en Petite Champagne, dans la zone d'appellation d'origine contrôlée du cognac.
Certains producteurs vendent cognac, pineau des Charentes et vin de pays à la propriété.

## Lieux et monuments
L'église paroissiale Saint-Martin date du XIIe siècle, et a été agrandie en 1881 par adjonction d'une sacristie. Elle possède un remarquable vitrail de saint Martin du XIXe siècle. Elle est inscrite monument historique depuis 1952,.

Église de Ladiville
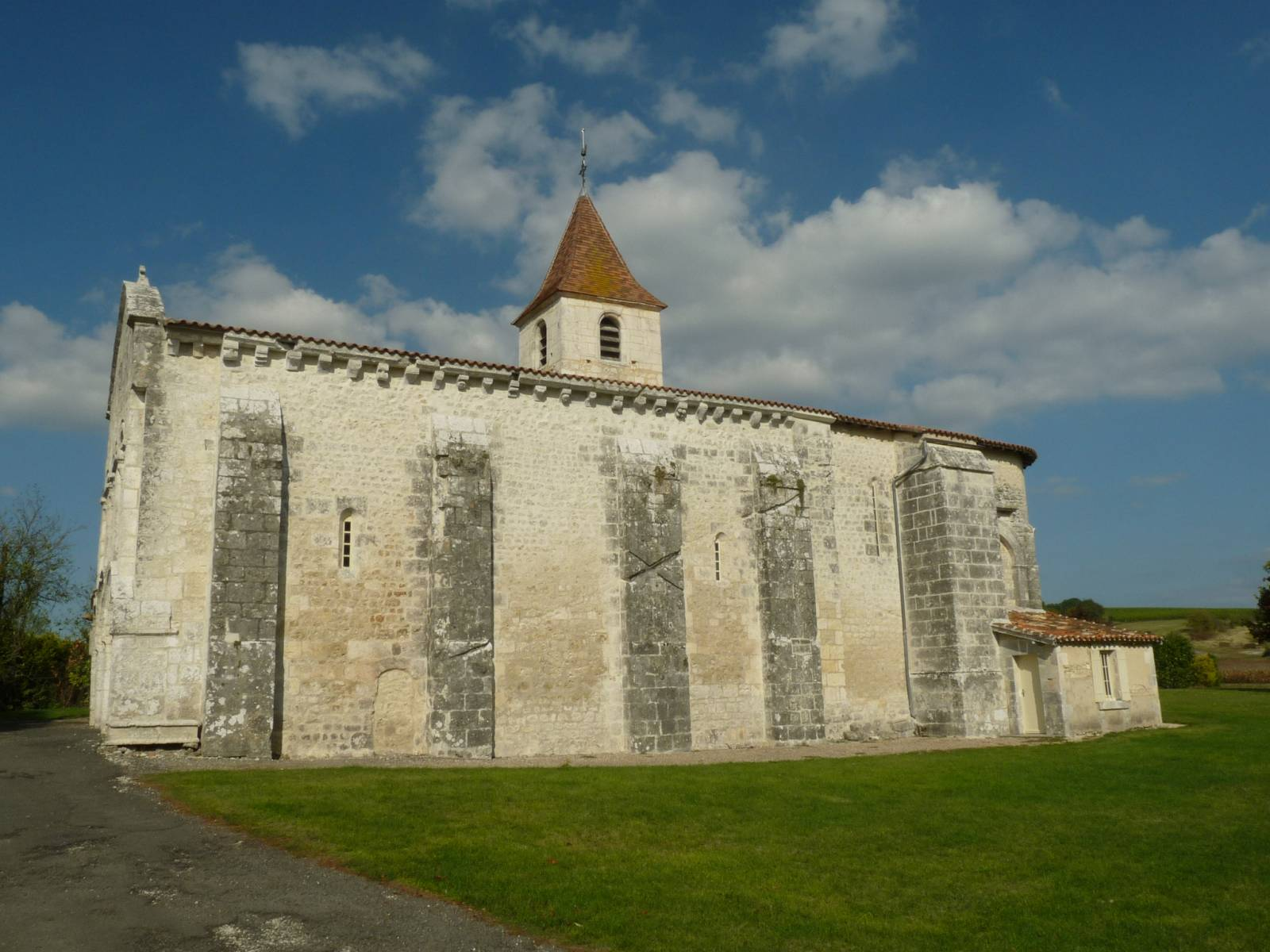
Façade latérale.
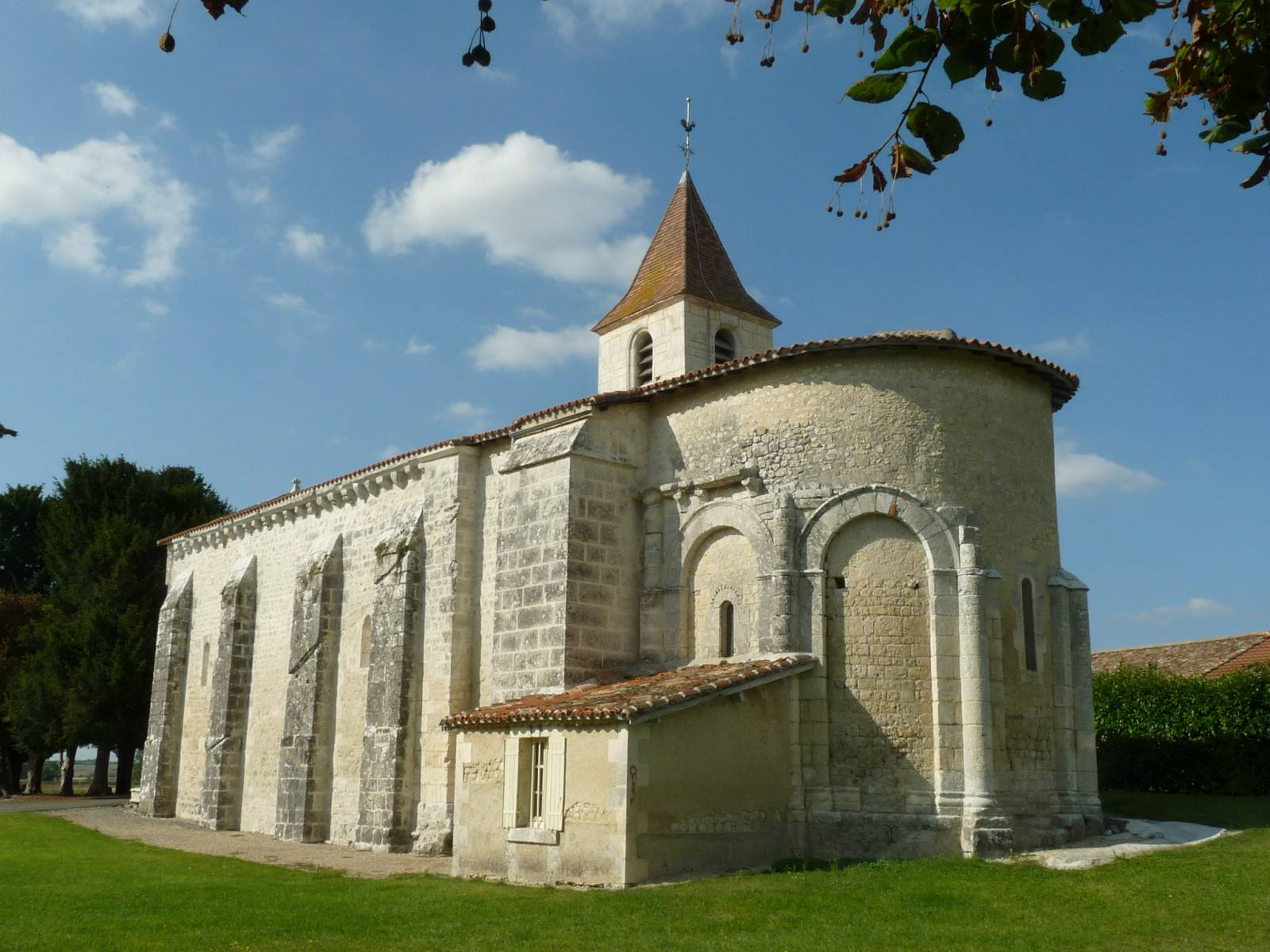
L'abside.
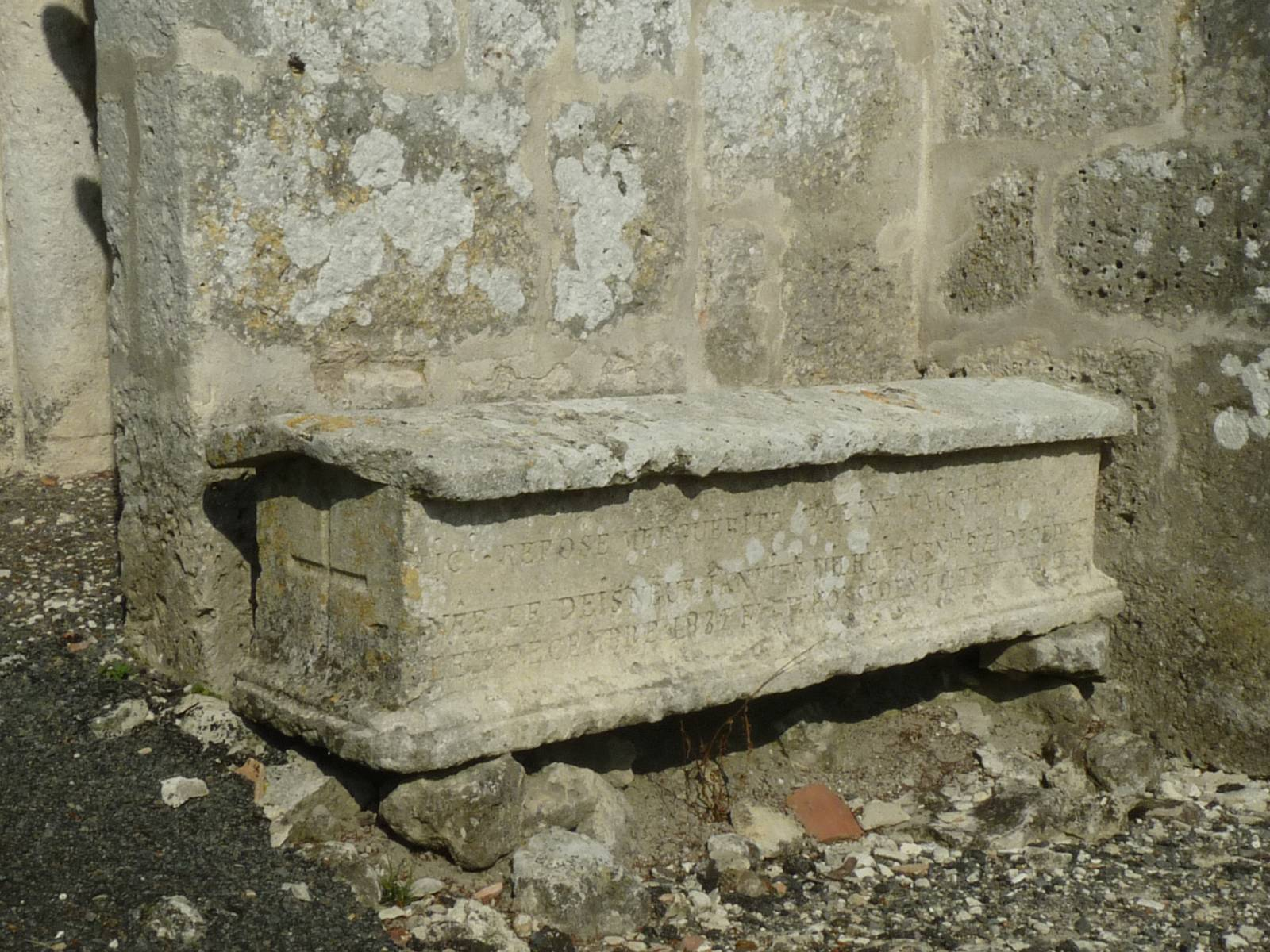
Tombeau sous la gouttière.

## Personnalités liées à la commune
- Maurice Hauriou (1856-1929), juriste, doyen de la faculté de Toulouse, né à Ladiville, enterré à Nonac.